# 1330
1330 (MCCCXXX) var ett normalår som började en måndag i den julianska kalendern.

## Händelser

### Juli
- 25 juli – Motpåven Nicolaus V avsätts.

### Okänt datum
- Stockholm härjas av en brand.
- Det engelska parlamentet uppdelar sig i ett överhus och ett underhus.

## Födda
- 15 juni – Edvard, den svarte prinsen, engelsk prins.
- 4 juli – Ashikaga Yoshiakira, Japansk shogun.
- Nicolas Flamel, fransk astrolog.
- Bo Jonsson (Grip), svensk statsman (född omkring detta år).

## Avlidna
- 29 juli – Eufemia av Pommern, drottning av Danmark 1320–1326 och sedan 1329, gift med Kristofer II.
- 29 november – Roger Mortimer, brittisk adelsman, avsatte Edvard II av England, älskare till den engelska drottningen Isabella av Frankrike.
- Erik Valdemarsson, son till Valdemar Birgersson.